# Gouverneur de Montserrat
Le Gouverneur de Montserrat est le représentant de la Monarchie britannique dans le Territoire britannique d'outre-mer de Montserrat. Le gouverneur est nommé par le monarque sur conseil du Gouvernement du Royaume-Uni. Le rôle principal du gouverneur est de nommer le Premier ministre.
La gouverneure actuelle est Sarah Tucker depuis le 6 avril 2022.

## Liste des gouverneurs de Montserrat depuis 1971
| Gouverneur                | Début mandat     | Fin mandat       | Remarques                       |
| ------------------------- | ---------------- | ---------------- | ------------------------------- |
| Willoughby Harry Thompson | 1971             | 1974             |                                 |
| Norman Derek Matthews     | 1974             | 1976             |                                 |
| Gwilyum Wyn Jones         | 1977             | 1980             |                                 |
| David Kenneth Hay Dale    | 1980             | 1984             |                                 |
| Arthur Christopher Watson | 1985             | 1987             |                                 |
| Christopher J. Turner     | 1987             | 1990             |                                 |
| David G. P. Taylor        | 1990             | 1993             |                                 |
| Frank Savage              | 1993             | 1997             |                                 |
| Tony Abbott               | 1997             | 2001             |                                 |
| Howard A. Fergus          | 2001             | 2001             | Gouverneur intérimaire 1er fois |
| Tony Longrigg             | 2001             | 2004             |                                 |
| Howard A. Fergus          | 2004             | 2004             | Gouverneur intérimaire 2e fois  |
| Deborah Barnes Jones      | 10 mai 2004      | 6 juillet 2007   |                                 |
| John Skerritt             | 6 juillet 2007   | 13 juillet 2007  | Gouverneur intérimaire          |
| Howard A. Fergus          | 13 juillet 2007  | 27 juillet 2007  | Gouverneur intérimaire 3e fois  |
| Peter Andrew Waterworth   | 27 juillet 2007  | 3 mars 2011      |                                 |
| Sarita Francis            | 3 mars 2011      | 8 avril 2011     | Gouverneur intérimaire          |
| Adrian Davis              | 8 avril 2011     | 5 août 2015      |                                 |
| Elizabeth Carriere        | 5 août 2015      | 2 janvier 2018   |                                 |
| Lyndell Simpson           | 2 janvier 2018   | 1er février 2018 | Gouverneur intérimaire          |
| Andrew Pearce             | 1er février 2018 | 7 mars 2022      |                                 |
| Sarah Tucker              | 6 avril 2022     | en poste         |                                 |